# Wakkere Wapper
De Wakkere Wapper was een jaarlijkse prijs die wordt uitgereikt aan een Antwerpse handelszaak met een originele Nederlandstalige naam.
Het actiecomité Antwerpen Vlaamse Stad Lange Wapper is een feitelijke vereniging van personen en organisaties die bezorgd zijn om het Nederlandstalige karakter van de stad Antwerpen. De werking van de Lange Wapper is volledig onafhankelijk van partijpolitieke bindingen. Sinds 1997 kregen volgende handelaars de prijs toegekend:
- 1997 Het Bloemenschopje
- 1998 't Waagstuk
- 1999 De Duizendpoot
- 2000 De Plantaardige Verbeelding
- 2001 't Schoon Nageltje
- 2002 Handjes & Voetjes
- 2003 De Granaetappel
- 2004 De Groene Droom
- 2005 Wirwar
- 2006 Stofwisseling